# Polyura walshae
Polyura walshae är en fjärilsart som beskrevs av Rousseau-decelle 1938. Polyura walshae ingår i släktet Polyura och familjen praktfjärilar. Inga underarter finns listade i Catalogue of Life.